# Bertrand Tavernier
Bertrand Tavernier (Lione, 25 aprile 1941 – Sainte-Maxime, 25 marzo 2021) è stato un regista, sceneggiatore e produttore cinematografico francese.

## Biografia
Bertrand Tavernier nacque il 25 aprile 1941 a Lione: il padre era lo scrittore e poeta René Tavernier, fondatore della rivista Confluences che, durante l'occupazione tedesca della Francia, pubblicò Louis Aragon, Paul Éluard, Elsa Triolet, Henri Michaux. Crebbe in una casa piena di libri. Nel 1947 la famiglia si trasferì a Parigi.
A undici anni studiò in un collegio di religiosi in Normandia. Nel 1957 fu ammesso al liceo Henri IV dove conobbe il regista tedesco Volker Schlöndorff, con cui condivise l'interesse per il cinema e insieme al quale frequentò le sale del Quartiere Latino e la Cinemateca. Tavernier interruppe presto gli studi di diritto, a cui si era inizialmente indirizzato, per consacrarsi alla passione per il cinema.

### Il cineclub Nickelodéon
All'inizio degli anni sessanta fondò con Bernard Martinand e il poeta Yves Martin un Cine Club, il Nickelodéon che promuoveva film americani di serie B. 
Presidenti d'onore furono indicati Delmer Daves e King Vidor. Fu uno dei primi ad andare ad intervistare registi come John Ford, Raoul Walsh, Joseph Losey, John Huston; contribuì a far conoscere in Francia cineasti come André De Toth e Budd Boetticher e, insieme a Martin Scorsese, si adoperò per la riscoperta di Michael Powell.
Durante questo periodo, Tavernier pubblicò articoli di critica cinematografica su numerose riviste specializzate, come Radio-Cinéma (che diventerà più tardi Télérama), Les Lettres Françaises, Cinéma, Présence du cinéma, L'Etrave, (un giornale studentesco da lui fondato), e, fatto insolito per l'epoca, contemporaneamente per le due importanti riviste rivali, Positif e Cahiers du cinéma.

### Esordio nella regia
Debuttò al cinema come assistente di Jean-Pierre Melville nel film Léon Morin, prete.
Dal 1961 al 1964 fu l'addetto stampa di Georges de Beauregard, il produttore dei registi della Nouvelle Vague. Ciò gli permise di partecipare alla realizzazione di due film a episodi: Una matta voglia di donna (1963), per il quale girò Bacio di Giuda, e L'amore e la chance (1964), dove firmò Une chance explosive.
Nei dieci anni successivi si distinse come sceneggiatore per i registi Riccardo Freda e Jean Leduc.
Ma fu nel 1974, a trentadue anni, che esordì nella regia con L'orologiaio di Saint-Paul, "...affermandosi immediatamente per il rigore dello stile, la perfetta condotta degli attori, un gusto raffinato che riusciva a coniugare ottimamente cinema e letteratura" (Gianni Rondolino). Il film vinse l'Orso d'argento al festival di Berlino e il Premio Louis-Delluc, e ottenne anche un vasto successo di pubblico.
(Jean Pierre Jeancolas)

### Opere successive
Nei lungometraggi successivi il regista mise a fuoco il rapporto fra cinema e storia, in particolare con Che la festa cominci... (1975), ambientato nella Francia della reggenza, all'epoca di Filippo d'Orléans, e Il giudice e l'assassino (1976), sullo sfondo della Francia di fine Ottocento. In queste opere egli mise al centro "... un tema di ricerca che attraversa con frequenza il dibattito teorico e critico degli anni settanta.".
Al film d'ambientazione storica ritornò con l'affresco medievale Quarto comandamento (1987), con Eloise, la figlia di D'Artagnan (1994), un film di cappa e spada, e con La princesse de Montpensier (2010).
In Laissez-passer (2001), venne da lui rappresentata la Parigi del 1942 occupata dai tedeschi.
Altri suoi film importanti furono La morte in diretta, un'amara riflessione sul voyeurismo dei massmedia, I miei vicini sono simpatici (1977), e Ricomincia da oggi (1998), due lucidi ritratti della Francia contemporanea; La vita e nient'altro (1988), e Capitan Conan (1995), incentrati sulla Grande Guerra; i noir Colpo di spugna (1981), e L'esca (1995); i film musicali Mississippi Blues (1984), diretto insieme a Robert Parrish, e Round Midnight - A mezzanotte circa (1986); e ancora i film sentimentali Una settimana di vacanza (1980), Una domenica in campagna (1984), Daddy Nostalgie (1990).
Nel 1995, con il film L'esca, si aggiudicò l'Orso d'oro al festival di Berlino, e l'anno seguente ottenne il Gran premio della Giuria al Festival fiorentino “France Cinèma” con Capitaine Conan.

### Produttore indipendente
Nel 1977 Tavernier decise di creare una propria società di produzione, la Little Bear. Essa gli assicurò una notevole libertà creativa. Per tutto il resto della sua carriera egli produsse i suoi film con questa società.

### Gli anni 2000
Nel 2000, con Laissez-passer, il regista rese omaggio al cinema francese degli anni quaranta; nel 2003 girò La piccola Lola, film scritto insieme alla figlia Tiffany, in cui, fra documentario e finzione, affrontò il problema della difficoltà delle adozioni.
Nel 2009 realizzò In the Electric Mist - L'occhio del ciclone, adattamento di un romanzo poliziesco di James Lee Burke e sua prima esperienza americana.
Nel 2015, il direttore della Mostra internazionale d'arte cinematografica di Venezia, Alberto Barbera, decise di assegnargli il Leone d'oro alla carriera.

### Altre attività
Bertrand Tavernier fu presidente dell'Institut Louis-Lumière di Lione, vicepresidente della Association Premier Siècle e membro della ARP. 
Per la tv realizzò Philippe Soupault et le surréalisme (1982), un ritratto dello scrittore realizzato in una serie di puntate per una durata totale di tre ore; Lyon, le regard intérieur (1988), documentario sulla sua città natale; La Lettre (1996), De l'autre côté du périph (1997) (realizzato con il figlio Nils Tavernier), Les Enfants de Thiès (2001).
Pubblicò alcuni libri insieme a J. P. Coursodon:
- nel 1970, 30 ans de cinéma américain (Trent'anni di cinema americano), Paris, éditions C.I.B., 1970, 675p;
- nel 1991, 50 ans de cinéma américain (Cinquant'anni di cinema americano), Paris, éditions Nathan, 1991, 1246p, (ISBN 2-09-241002-4).

### Morte
Tavernier è morto nel 2021 per una pancreatite.

## Vita privata
Sposò Colo O'Hagan, co-sceneggiatrice di parecchi suoi film, dalla quale ebbe due figli: Nils, attore e regista di documentari, e Tiffany, scrittrice di romanzi e sceneggiatrice.

## Filmografia

### Regista

#### Lungometraggi
- L'orologiaio di Saint-Paul (L'horloger de Saint-Paul) (1974)
- Che la festa cominci... (Que la fête commence) (1975)
- Il giudice e l'assassino (Le Juge et l'Assassin) (1976)
- I miei vicini sono simpatici (Des enfants gâtés) (1977)
- La morte in diretta (La mort en direct) (1980)
- Una settimana di vacanza (Une semaine de vacances) (1980)
- Colpo di spugna (Coup de torchon) (1981)
- Una domenica in campagna (Un dimanche à la campagne) (1984)
- Round Midnight - A mezzanotte circa (Autour de Minuit) (1986)
- Quarto comandamento (La passion Béatrice) (1987)
- La vita e niente altro (La vie et rien d'autre) (1989)
- Daddy Nostalgie (1990)
- Legge 627 (L.627) (1992)
- Eloise, la figlia di D'Artagnan (La Fille de d'Artagnan) (1994)
- L'esca (L'appât) (1995)
- Capitan Conan (Capitaine Conan) (1996)
- Ricomincia da oggi (Ça commence aujourd'hui) (1999)
- Laissez-passer (2002)
- La piccola Lola (Holy Lola) (2004)
- In the Electric Mist - L'occhio del ciclone (In the Electric Mist) (2009)
- La princesse de Montpensier (2010)
- Quai d'Orsay (2013)

#### Cortometraggi
- Bacio di Giuda (Baiser de Judas), episodio del film Una matta voglia di donna (Les Baisers) (1964)
- Il gioco della fortuna (Une chance explosive), episodio del film L'amore e la chance (La Chance et l'Amour) (1964)
- Ciné citron (1983)
- La 8ème génération, anche sceneggiatore (1983)
- Pour Aung San Suu Kyi, Myanmar, episodio del film Contre l'oubli (1991)

#### Documentari
- Mississippi Blues, anche sceneggiatore e produttore (1983)
- La Guerre sans nom, anche sceneggiatore (1992)
- Histoires de vie brisées: les "double peine" de Lyon (2001)
- Voyage à travers le cinéma français, anche sceneggiatore (2016)

#### Televisione
- Philippe Soupault - film TV documentario (1982)
- Lyon, le regard intérieur, anche sceneggiatore - film TV documentario (1988)
- De l'autre côté du périph - film TV documentario (1997)
- Les enfants de Thiès - film TV (2001)

### Sceneggiatore
- Moresque: obiettivo allucinante (Coplan ouvre le feu à Mexico), regia di Riccardo Freda (1967)
- I mercenari muoiono all'alba (Capitaine Singrid), regia di Jean Leduc (1968)
- L'orologiaio di Saint-Paul (L'horloger de Saint-Paul) (1974)
- Che la festa cominci... (Que la fête commence) (1975)
- I miei vicini sono simpatici (Des enfants gâtés) (1977)
- La morte in diretta (La mort en direct) (1980)
- Una settimana di vacanza (Une semaine de vacances) (1980)
- Colpo di spugna (Coup de torchon) (1981)
- La Trace, regia di Bernard Favre (1983)
- Una domenica in campagna (Un dimanche à la campagne) (1984)
- Round Midnight - A mezzanotte circa (Autour de Minuit) (1986)
- Les mois d'avril sont meurtriers, regia di Laurent Heynemann (1987)
- La vita e niente altro (La vie et rien d'autre) (1989)
- Daddy Nostalgie (1990)
- Der grüne Berg, regia di Fredi Murer - documentario (1991)
- Legge 627 (L.627) (1992)
- L'esca (L'appât) (1995)
- Capitan Conan (Capitaine Conan) (1996)
- Ricomincia da oggi (Ça commence aujourd'hui) (1999)
- Mon père, il m'a sauvé la vie, regia di José Giovanni (2001)
- La piccola Lola (Holy Lola) (2004)
- Lucifer et moi, regia di Jean-Jacques Grand-Jouan (2008)
- La princesse de Montpensier (2010)
- Quai d'Orsay (2013)

### Produttore
- I miei vicini sono simpatici (Des enfants gâtés) (1977)
- La Question, regia di Laurent Heynemann (1977)
- La morte in diretta (La mort en direct) (1980)
- Una settimana di vacanza (Une semaine de vacances) (1980)
- Colpo di spugna (Coup de torchon) (1981)
- La Trace , regia di Bernard Favre (1983)
- Una domenica in campagna (Un dimanche à la campagne) (1984)
- Veillées d'armes, regia di Marcel Ophüls (1994)
- Fred, regia di Pierre Jolivet (1997)
- Pas d'histoires!, regia di Yves Angelo, Yamina Benguigui, Paul Boujenah, Catherine Corsini, Emilie Deleuze, François Dupeyron, Xavier Durringer, Philippe Jullien, Jean-Pierre Lemouland, Vincent Lindon, Philippe Lioret, Fanta Régina Nacro, Christophe Otzenberger (2001)
- Lumière!, regia di Thierry Frémaux - documentario (2016)

## Premi e riconoscimenti
British Academy of Film and Television Arts
- 1985 - Candidato a miglior film non in lingua inglese per Una domenica in campagna (Un dimanche à la campagne)
- 1990 - Miglior film non in lingua inglese per La vita e niente altro (La vie et rien d'autre)

Festival internazionale del cinema di Berlino
- 1974 - Orso d'argento, gran premio della giuria per L'orologiaio di Saint-Paul (L'horloger de Saint-Paul)
- 1995 - Orso d'oro per L'esca (L'appât)

Festival di Cannes
- 1984 - Migliore regista per Una domenica in campagna (Un dimanche à la campagne)

Festival del cinema di Venezia
- 2015 - Leone d'oro alla carriera

Premio César
- 1976 - Migliore regista per Che la festa cominci... (Que la fête commence)
- 1976 - Migliore sceneggiatura originale per Che la festa cominci... (Que la fête commence)
- 1977 - Candidato a migliore regista per Il giudice e l'assassino (Le Juge et l'Assassin)
- 1977 - Migliore sceneggiatura originale per Il giudice e l'assassino (Le Juge et l'Assassin)
- 1981 - Candidato a migliore sceneggiatura originale per La morte in diretta (La mort en direct)
- 1982 - Candidato a migliore regista per Colpo di spugna (Coup de torchon)
- 1982 - Candidato a migliore sceneggiatura originale per Colpo di spugna (Coup de torchon)
- 1985 - Candidato a migliore regista per Una domenica in campagna (Un dimanche à la campagne)
- 1985 - Migliore sceneggiatura originale per Una domenica in campagna (Un dimanche à la campagne)
- 1990 - Candidato a migliore regista per La vita e niente altro (La vie et rien d'autre)
- 1990 - Candidato a migliore sceneggiatura originale per La vita e niente altro (La vie et rien d'autre)
- 1993 - Candidato a migliore regista per Legge 627 (L.627)
- 1993 - Candidato a migliore sceneggiatura originale per Legge 627 (L.627)
- 1997 - Migliore regista per Capitan Conan (Capitaine Conan)
- 1997 - Candidato a migliore sceneggiatura originale per Capitan Conan (Capitaine Conan)
- 2011 - Candidato a migliore adattamento per La princesse de Montpensier
- 2014 - Candidato a migliore adattamento per Quai d'Orsay

David di Donatello
- 1990 - Candidato a migliore film straniero per La vita e niente altro (La vie et rien d'autre)

European Film Awards
- 1989 - Premio speciale della giuria

Nastro d'argento
- 1987 - Regista del migliore film straniero per Round Midnight - A mezzanotte circa (Autour de Minuit)
- 1996 - Candidato a Nastro d'argento europeo per L'esca (L'appât)

Los Angeles Film Critics Association
- 1990 - Migliore film in lingua straniera per La vita e niente altro (La vie et rien d'autre)

Festival internazionale del cinema di San Sebastián
- 2013 - Migliore sceneggiatura per Quai d'Orsay

### Saggi italiani sul regista
- Paolo Mereghetti, Bertrand Tavernier, Quaderno nº29 del Circuito Cinema, a cura dell'Ufficio Attività Cinematografiche dell'Assessorato alla Cultura del Comune di Venezia, Venezia 1986.
- Sergio Arecco, Bertrand Tavernier, Il Castoro Cinema, Milano 1993.

### Opere generali
- Profilo del regista a cura di Giorgio Gosetti, in Fernaldo Di Gianmatteo, Dizionario Universale del Cinema, vol. I registi, Editori Riuniti, Roma 1984.
- Profilo del regista a cura di Jean Pierre Jeancolas in AA. VV., Dizionario dei registi del cinema mondiale, a cura di Gian Piero Brunetta, Vol. III P/Z, Einaudi, Torino 2006 ISBN 88-06-17862-8
- Rondolino Gianni - Tomasi Dario, Manuale di storia del cinema, Utet Università, 2009. ISBN 978-88-6008-299-2
- Goffredo Fofi-Morando Morandini-Gianni Volpi, Storia del cinema, Vol.III Les "nouvelles vagues" e i loro sviluppi, Garzanti, Milano 1990.

### In francese
- Danièle Bion, Bertrand Tavernier : cinéaste de l'émotion., Paris: Bibliothèque du cinéma, collection "5 continents", 1984.
- Jean-Luc Douin, Bertrand Tavernier, cinéaste insurgé, Ramsay, Paris 2006.
- Bertrand Tavernier - Jean-Dominique Nuttens, Les grands cinéastes, Roma, Gremese, 2009 ISBN 9788873016526

### In inglese
- Jean Claude Raspiengeas, Bertrand Tavernier, Flammarion, Paris 2001.
- Emily Zants, Bertrand Tavernier. Fractured Narrative and Bourgeois Values, Scarecrow Press, 1999.
- Stephen Hay, Bertrand Tavernier: The Film Maker of Lyon, I.B. Tauris & Co. Ltd, 2000.